# Frank Nägele

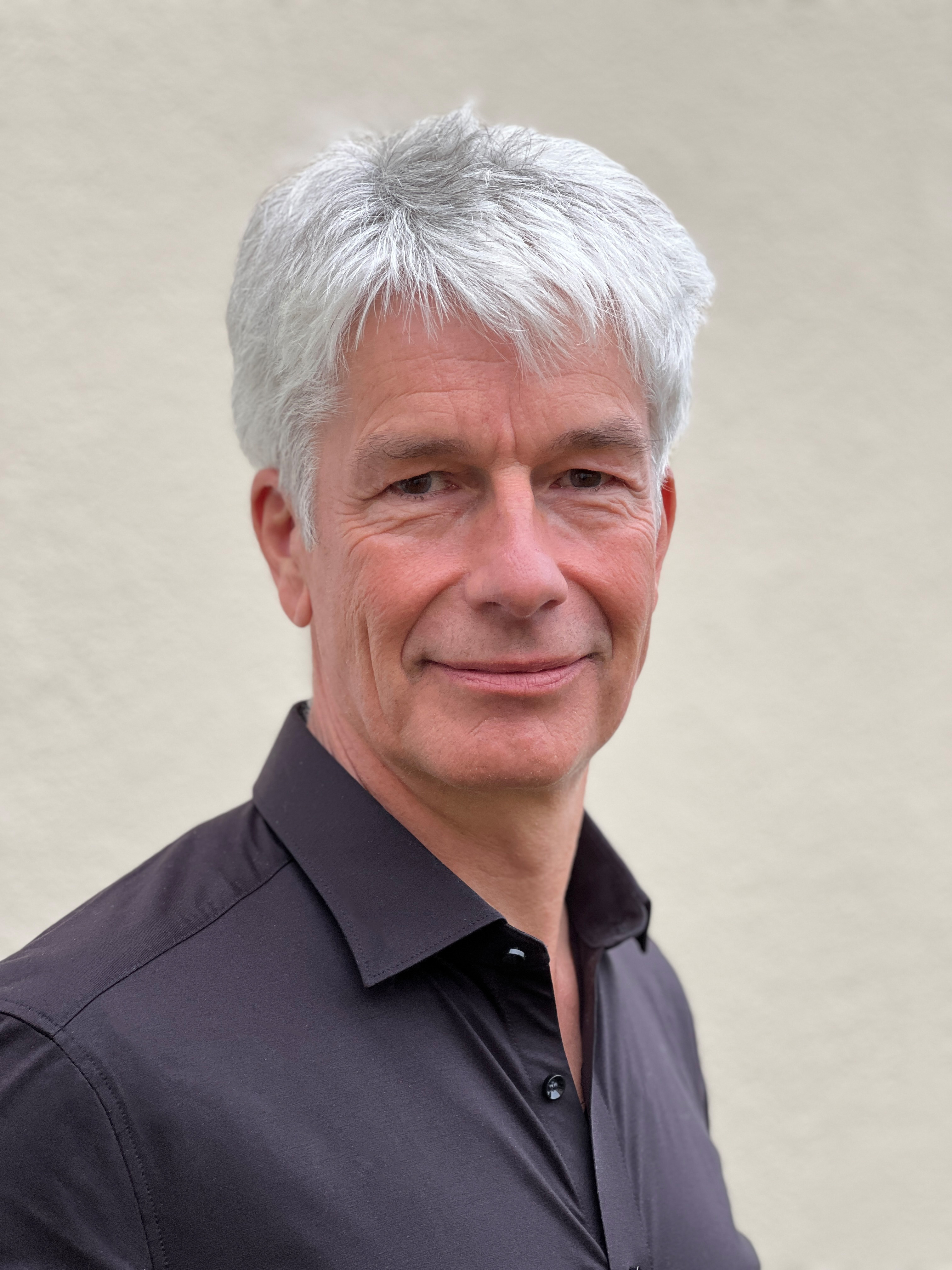
Frank Nägele (2022)

Frank Nägele (* 15. Mai 1964 in Krumbach (Schwaben)) ist ein deutscher Politiker (SPD). Er war von 2018 bis 2021 Staatssekretär in der Senatskanzlei Berlin. Seit Dezember 2022 ist er Beauftragter der saarländischen Landesregierung für den Strukturwandel.

## Leben
Nägele legte 1984 das Abitur in Leutkirch ab und leistete anschließend Zivildienst. Von 1986 bis 1992 studierte er an der Universität Konstanz und schloss als Diplom-Verwaltungswissenschaftler ab. An der Humboldt-Universität zu Berlin war er bis 1996 Wissenschaftlicher Mitarbeiter am Institut für Politikwissenschaft. 1996 wurde er mit der Dissertation Regionale Wirtschaftspolitik im kooperativen Bundesstaat promoviert.
Für das Land Brandenburg war er von 1996 bis 1998 Finanzreferent in der Landesvertretung. 1998 wechselte er als Referatsleiter ins Bundeskanzleramt und koordinierte die Angelegenheiten der Neuen Bundesländer. 2005 übernahm er zudem die Zuständigkeit für neue Steuerungsinstrumente in der öffentlichen Verwaltung und wurde im selben Jahr stellvertretender Leiter der Gruppe „Finanzpolitik“. Von 2010 bis Juni 2012 war er kaufmännischer Vorstand der Stiftung Berliner Schloss – Humboldtforum. Von März bis November 2022 war Nägele neben dem Gründer und Gesellschafter Thomas Bestgen Geschäftsführer der UTB Projektmanagement GmbH und in dieser Funktion für Personal und Organisation zuständig.
Nägele ist verheiratet und hat zwei Kinder.

## Politik
Nägele ist seit 1983 Mitglied der SPD. 2004 kandidierte er für das Amt des Oberbürgermeisters von Konstanz, unterlag jedoch Horst Frank, der wiedergewählt wurde. Für die SPD-Fraktion des Bundestags war er von 2007 bis 2009 Koordinator für Verkehrs-, Bau- und Stadtentwicklungspolitik.
Von Juni 2012 bis Juni 2017 war er Staatssekretär und Amtschef im Ministerium für Wirtschaft, Arbeit, Verkehr und Technologie des Landes Schleswig-Holstein. Von Januar 2017 bis April 2018 gehörte er dem Landesvorstand der SPD Schleswig-Holstein an. Von Juni 2017 bis November 2017 war er Staatssekretär und Amtschef im Niedersächsischen Ministerium für Wirtschaft, Arbeit und Verkehr.
Ab 17. April 2018 war Nägele Staatssekretär des Senats Müller II für Verwaltungs- und Infrastrukturmodernisierung in der Senatskanzlei Berlin. Er etablierte zusammen mit der Technologiestiftung Berlin das CityLab Berlin als Relais der SmartCity Berlin und erreichte, dass Berlin „Modellprojekt des Bundes“ wurde. Im Bereich Verwaltungsmodernisierung gilt Nägele als Architekt des Zukunftspaktes Verwaltung. Im August 2021 legte er mit Monika Herrmann und Sören Benn einen weitreichenden Vorschlag zum Umbau der Berliner Verwaltung vor und beschrieb „wie Berlin ohne Behörden-PingPong aussehen könnte“. Im Zuge der Bildung des Senats Giffey schied er im Dezember 2021 aus dem Amt aus.
Seit dem 1. Dezember 2022 ist Nägele in der Staatskanzlei Beauftragter der saarländischen Landesregierung für den Strukturwandel.